# Gymnostachyum paniculatum
Gymnostachyum paniculatum är en akantusväxtart som beskrevs av T. Anders.. Gymnostachyum paniculatum ingår i släktet Gymnostachyum och familjen akantusväxter. Inga underarter finns listade i Catalogue of Life.